# Free Gaza Movement
Il Free Gaza Movement è una coalizione di organizzazioni filo-palestinesi, operatori umanitari, attivisti per i diritti umani e giornalisti provenienti da diverse nazioni, il suo scopo dichiarato è di rompere il blocco della Striscia di Gaza con navi trasportanti aiuti umanitari ed attirare l'attenzione mondiale sulla situazione umanitaria nella Striscia di Gaza, facendo pressione sui governi internazionali affinché aiutino la popolazione Palestinese.
Il gruppo ha più di 70 sostenitori, tra cui Desmond Tutu e Noam Chomsky, ad alcuni di loro viene proibito l'ingresso in Palestina da Israele.
Le organizzazioni che partecipano al Free Gaza Movement includono l'International Solidarity Movement e l'IHH turco. Gli attivisti che partecipano alla campagna comprendono Jeff Halper, Hedy Epstein, Lauren Booth, e membri di varie organizzazioni cristiane, ebree e musulmane.
Secondo diverse agenzie di intelligence, l'IHH ha legami con organizzazioni estremiste islamiche che costituiscono una minaccia per la sicurezza dello Stato ebraico.

## I viaggi verso Gaza
- 1º viaggio: il 23 agosto 2008, 44 persone provenienti da 17 nazioni diverse sono salpate da Cipro per Gaza su due imbarcazioni, la Free Gaza e la Liberty. Seguiti da navi militari Israeliane che non sono intervenute, hanno superato il blocco e raggiunto la destinazione.[3][4][5]
- 2º viaggio: il 28 ottobre 2008, la nave Dignity parte per Gaza con 27 medici, avvocati, giornalisti e attivisti per i diritti umani, in rappresentanza di 12 diverse nazioni. Viene superato nuovamente il blocco, seguita da navi militari Israeliane che non sono intervenute.[6][7]
- 3º viaggio: l'8 novembre 2008, terzo viaggio per Gaza con la nave Dignity, trasportando 24 Passeggeri. Per questo viaggio, il Free Gaza Movement si è unito alla European Campaign to end the Siege (Campagna Europea per porre fine all'Assedio) per portare più di una tonnellata di supporti medici a Gaza, accompagnati da 11 Parlamentari Europei. Anche questa volta viene raggiunta le destinazione.[8]
- 4º viaggio: l'8 dicembre 2008, il Free Gaza Movement torna nuovamente a Gaza. Con loro i Professori Mike Cushman e Jonathon Rosenhead della London School of Economics e BRICUP.[9]
- 5º viaggio: il 19 dicembre 2008 il Free Gaza Movement torna nuovamente a Gaza. Con loro due inviati del Qatar Eid charity.[10]
- 6º viaggio: tra il 29 e il 30 dicembre 2008 la nave Dignity si scontra con una nave militare Israeliana. A causa dei danni sono costretti a dirigersi in Libano. Secondo il Free Gaza Movement la marina Israeliana ha speronato l'imbarcazione per ben tre volte, quasi affondandola.[11] Secondo la Marina militare Israeliana la Dignity non rispondeva agli avvertimenti di tornare indietro, la nave israeliana si è messa davanti per obbligare la Dignity a fermarsi e non è stato possibile evitare la collisione.[12]
- 7º viaggio: il 12 gennaio 2009 con l'imbarcazione Spirit of Humanity erano presenti 36 passeggeri e membri dell'equipaggio, in rappresentanza di 17 nazioni diverse. La Marina Israeliana impone all'imbarcazione di tornare indietro e così avviene.[13][14]

## La Freedom Flotilla
Nel maggio 2010, il Free Gaza Movement organizza una flotta di 6 navi, la Freedom Flotilla, con l'appoggio di varie organizzazioni europee e mondiali, tra cui la IHH turca. Le navi vengono abbordate dalla Marina militare Israeliana e su una di queste, la Mavi Marmara, nove passeggeri rimangono uccisi in un violento scontro con le forze israeliane.